# 石丸重美

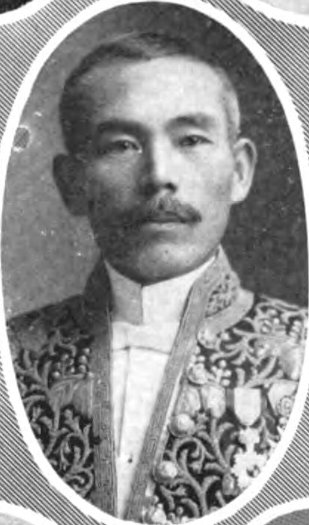
石丸重美

石丸 重美（いしまる しげみ、文久4年1月14日（1864年2月21日） - 大正12年（1923年）10月18日）は、日本の鉄道官僚、工学博士。貴族院勅選議員。

## 経歴
豊後国臼杵城下（現在の大分県臼杵市）に臼杵藩士石丸袈裟蔵の長男として生まれる。1884年（明治17年）、上京して三菱商業学校に入学するが間もなく廃校となったため、大学予備門、第一高等中学校を経て、1887年（明治20年）に東京帝国大学工科大学に入学した。1890年（明治23年）に卒業した後は内務省技師となり、秋田県庁に勤務した。1892年（明治25年）に逓信省に転じ鉄道技師となった。1894年（明治27年）、朝鮮出張を命じられ、日清戦争中の朝鮮半島の鉄道管理に従事した。翌年に帰国して国府津保線事務所長に任命され、難工事である篠ノ井線建設を担当した。1900年（明治33年）には陰陽連絡線米子出張所長となった（山陰線支線の着工）。
その後、帝国鉄道庁（のち鉄道院）技術課長、建設課長、技監兼技術部長を歴任したが、1915年（大正4年）に前年12月に発生した東京-桜木町間電車開業時の事故の責任をとり退官した。退官後の1917年（大正6年）には東京鋼材株式会社社長に就任したが、原敬と親しかったことにより、原内閣が誕生した1918年（大正7年）に鉄道院副総裁として復帰した。1920年（大正9年）に官制変更で鉄道院が鉄道省に改組されると、引き続き次官を務めた。
1922年（大正11年）6月6日には貴族院勅選議員に任じられた。
1923年（大正12年）第2次山本内閣が発足し山之内一次が鉄道大臣に就任すると政友会に近い石丸は次官を退任させられ、翌月に病没。墓所は多磨霊園。

## 栄典
位階
- 1897年（明治30年）11月30日 - 従六位[9]
- 1907年（明治40年）12月27日 - 正五位[10]

勲章
- 1920年（大正9年）11月1日 - 勲二等旭日重光章[11]